# 専念寺 (塩尻市)
専念寺（せんねんじ）は 長野県塩尻市奈良井にある真宗大谷派の寺院。山号は帰元山。

## 歴史
明治9年(1876年)に発行された『奈良井村誌』によれば、飛騨国白川郷にあった照蓮寺を開基した嘉念坊善俊の末裔の明堅が、文亀4年（1504年）に本願寺御門主の実如の命により、
美濃国郡上里馬瀬郷小原の地に小庵を建立し、その後天文年間（1532-1540年ごろ）木曾氏の招きと馬場氏の手助けもあって、奈良井に専念寺を建立したとしている。
『木曾考続貂』には、「一向宗、飛州高山照蓮寺末、専念寺。開山西念、永禄八丑」と記されている。
このことは、永禄8年(1565年)、明堅の法孫の西念が新たに専念寺を創建し開山したと考えられる。
当初は、飛騨の照蓮寺門下にある専念寺 (高山市)から住職が時々往来している形であった。
四世の了恩は、常に飛騨と奈良井を往来し、沿道の人々に念仏の教えを語り、真宗に帰依して門徒となった者も多かった。その頃、飛騨国で戦があり、戦乱を避け、了恩を頼って多数の人々が飛騨より奈良井に移り住んだ。奈良井も飛騨も漆器の生産地であるが、関連があったと考えられる。
正保4年(1647年)、満大沢の蛇抜けによって押し流された。
貞享3年（1686年）の町方明細図では奈良井川近くにあったが、水害により現在の境内の地下駐車場の場所に寺が建てられていた。
しかし享保12年（1727年）12月に奈良井で火災が起き、この時に専念寺も類焼した。
享保13～14年（1728～1729年）で畑地を整備して現在地に寺を再建した。これが現在の本堂である。
真宗寺院の中でも「道場形式」という初期の形態をしている本堂である。真宗寺院では最古と言われ、
永正元年（1504年）に建立された、飛騨高山の照蓮寺の本堂をモデルにしていると云われている。
また、木曾代官の山村甚兵衛家より専念寺に嫁いできた女性があり、その方が輿入れの時に使われた婦人用の籠も現存している。
婦人用の籠は木曽路では唯一現存するものである。
慶応元年(1865年)、十五世の'明了は、六十一歳の時に東本願寺から召されて余間出仕となり、また本光院宮御祈願所に勤めている。

## 御聴聞
飛騨と奈良井を往来していた住職方が道中で宿をとり、熱心に念仏の教えを話されたこともあり、奈良井から遠い地にも多くの者が門徒になった。その名残として、今でも「御聴聞」と称して、門徒の自宅へ毎年お参りする仏事が行われている。

## 境内
イチョウ・ケヤキ・イチイなどの古木に囲まれ、本堂に続いて庫裏が並び鐘楼がある。裏には自然の地形をいかした庭園がある。

### 本堂
本堂は東西南北とも、23間4尺5寸で、阿弥陀如来像が本尊として安置されている。

### 御殿
本堂裏手には、東本願寺の門跡などが休まれた部屋である「御殿」があり、復元された当時の厠や風呂も見ることができる。

### うなり石
寺にいたる坂の途中に寺の入口には、その昔夜毎うなりをあげていたと伝えられる「うなり石」がある。うなりを鎮めるために、釘を打ち付けたと思われる痕が見られる。

## 関連リンク
- 帰元山専念寺
- 奈良井宿 五ヶ寺　塩尻市観光ガイド